# SS Ohio
Pour les autres navires du même nom, voir USS Ohio.
Ne doit pas être confondu avec SS Ohioan.
Le SS Ohio est un pétrolier construit pour la Texas Oil Company (aujourd'hui Texaco) en service pendant la Seconde Guerre mondiale.

## Construction et lancement
La « coque 190 », dénommé comme cela avant son lancement, a été achevé dans un délai inhabituellement court de sept mois et quinze jours. Ce nouveau type de pétrolier combinait l'habileté, large capacité de transport de marchandises, vitesse, équilibre et stabilité pour le timonier. Au-dessus de la ligne de flottaison, la construction faisait écho à la courbe extérieure de la proue d'une goélette, portant l'influence de la conception du vieux clipper américain. La conception du navire a également été influencée par la menace d'un réarmement de l'Allemagne et d'un empire japonais déterminé à l'expansion militaire. L'approche de la guerre avait influencé cette conception, les conversations officieuses entre les chefs militaires et pétroliers ont abouti à un navire de 9 264 tonneaux, 515 pieds de longueur totale, et capable de transporter 170 000 barils de mazout (27 000 m3), plus gros et d'une plus grande capacité que tout autre pétrolier construit précédemment.
Les moteurs à turbine Westinghouse développent 9 000 chevaux-vapeur à quatre-vingt tours par minute, permettant une vitesse maximum de seize nœuds. L'Ohio était considéré comme le pétrolier le plus rapide de son époque. Cependant, sa méthode de construction fut controversée : depuis quelques années, la question du soudage contre le rivetage faisait rage des deux côtés de l'Atlantique. La coque fut construite en utilisant la nouvelle méthode soudée, avec l'espoir qu'elle prouverait une fois pour toutes sa fiabilité. Le navire avait également un système de charpente composite avec deux cloisons longitudinales continues, qui divisait le navire en 21 citernes à cargaison.

Le navire a été lancé le lendemain de la date prévue, le 20 avril 1940 au chantier naval de la Sun Shipbuilding & Drydock Co. à Chester (Pennsylvanie), provoquant une peur superstitieuse chez les soudeurs, chaudronniers et autres artisans qui s'étaient rassemblés pour regarder son lancement. La coque 190 a été baptisé lors d'une cérémonie présidée par la mère de William Starling Sullivant Rodgers (président de la Texas Oil Company), Florence E. Rodgers, qui, saisissant la bouteille de champagne de cérémonie à la main, a prononcé les mots suivants : 

« Je nomme ce bon navire Ohio. Que Dieu le protège ainsi que tous ceux naviguant à son bord. Bonne chance... »

 Le navire a glissé sur la cale n ° 2, pénétrant dans les eaux du fleuve Delaware. L'existence de l'Ohio se fit, au cours de ses premières années, sans incident, faisant le lien entre Port Arthur et divers autres ports américains. Il établit un record de vitesse de Bayonne à Port Arthur, couvrant 1882 miles en quatre jours et douze heures, soit en moyenne plus de dix-sept nœuds.

## Historique
Il fut réquisitionné par les forces alliées pour ravitailler la forteresse insulaire de Malte pendant la campagne méditerranéenne.
Le pétrolier a joué un rôle essentiel dans l'opération Pedestal en août 1942, l'un des plus gros affrontements des convois de Malte, opposant les forces alliés organisées en convoyage, aux forces aériennes, marines et sous-marines de l'Italie et de l'Allemagne nazie.

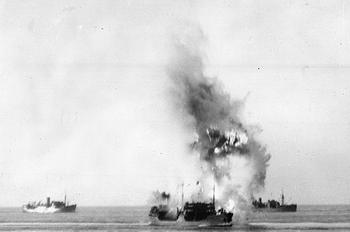
Une torpille tirée de lAxum, un sous-marin italien, frappe le pétrolier à bâbord.

Pour l'opération, il est commandé par le capitaine Dudley Mason, et est considéré comme le plus grand pétrolier d'alors, capable de naviguer à plus de 16 nœuds. Bien qu'ayant réussit à rejoindre le 15 août le port de Malte assiégé, le pétrolier subit sept coups directs, vingt assez proches, et perd ses moteurs ; il fut alors pris en charge par trois destroyers (le HMS Penn, le HMS Ledbury et le HMS Bramham). Il est si gravement endommagé qu'il est retiré du service en août 1945, déclaré irréparable.
Le 19 septembre 1946, la moitié avant de l'Ohio est remorquée à dix milles au large et coulé par des tirs du destroyer HMS Virago. Le 3 octobre, la moitié arrière est sabordée en eau profonde à l'aide de charges explosives posées par le navire de sauvetage RFA Salventure.

## Épilogue
Le dernier navire construit pour la flotte Texaco a été nommé Star Ohio, en l'honneur du célèbre pétrolier de la Seconde Guerre mondiale. Il fut exploité par la Northern Marine Management pour le compte de l'entreprise Chevron.
La plaque signalétique, la roue du navire, l'enseigne et plusieurs autres objets de l'Ohio sont conservés au Musée national de la guerre de Malte à La Valette.
L'arrivée de l'Ohio au Grand Harbour fournit l'acmé du film de guerre britannique de 1953, Malta Story.